# NGC 5382
NGC 5382 је лентикуларна галаксија у сазвежђу Девица која се налази на NGC листи објеката дубоког неба.
Деклинација објекта је + 6° 15' 29" а ректасцензија 13h 58m 14,8s. Привидна величина (магнитуда) објекта NGC 5382 износи 12,5 а фотографска магнитуда 13,5. NGC 5382 је још познат и под ознакама UGC 8885, MCG 1-36-7, CGCG 46-22, PGC 49711.